# Santa Pau (monja llegendària)
Santa Pau és una figura llegendària, originada segurament per explicar el nom del castell i la vila de Santa Pau. Es tracta d'una llegenda totalment fantasiosa, sense cap fonament històric i amb trets típics del folklore. Segons Joan Amades, la santa era venerada el 24 de gener (probablement per la festivitat, aquest dia, de la Mare de Déu de la Pau), però no figura en cap santoral ni martirologi.

## Llegenda
Pau era una monja del monestir de Sant Joan de les Abadesses. Assabentada que el senyor del castell de Santa Pau, llavors amb un altre nom, era molt dur amb els pobres, i no els feia caritat, va decidir de corregir-lo i fer-lo canviar d'actitud. Acompayada de dues monges més, es presentà al castell i hi trucà per demanar almoina. El senyor, de mala gana, li digué que marxés, que no tenia diners, i la santa li retragué i li digué que tenia moltes riqueses i que li donés només la terra que cobriria el seu mantell. El cavaller rigué i, per treure-se-la de sobre, li digué que accedia al que li demanava la monja.
Santa Pau se'n tragué el mantell i li donà a les dues monges: cadascuna n'estirà d'un extrem i, sense deixar-lo mai, anaren en sentits oposats i estiraren el mantell fent-lo gran, de manera que van arribar a cobrir totes les terres del senyor. En deixar-lo caure sobre el sól, les plantes i els animals que quedaren a sota van morir i les fonts s'assecaren.
El senyor va comprendre que allò era un càstig i va demanar perdó a la monja. Aquesta el comminà que fos compassiu i generós amb els pobres i el mantell tornà a la seva mida habitual, i plantes i animals van revifar. Des de llavors, com a record del miracle, el senyor donà al seu castell el nom de Santa Pau.